# Tony Collard
Tony Collard (* 28. Juli 1961 in Utrecht) ist ein ehemaliger niederländischer Eishockeyspieler, der mit den Heerenveen Flyers und den IJCU Dragons Utrecht fünfmal Niederländischer und mit dem Klagenfurter AC dreimal Österreichischer Meister wurde. Sein Neffe Mike und seine Nichte Kimberley sind ebenfalls niederländische Nationalspieler.

## Karriere

### Klubs
Tony Collard begann seine Karriere bei den IJCU Dragons Utrecht in seiner Heimatstadt, für die er schon als 15-Jähriger in der Ehrendivision debütierte. 1978 wagte er den Sprung nach Kanada und spielte zwei Jahre für die London Knights in der Ontario Major Junior Hockey League. 1980 kehrte er in die Niederlande zurück und spielte für die Heerenveen Flyers in der Ehrendivision. Mit den Friesen gewann er 1981, 1982 und 1983 das Double aus Meisterschaft und Pokalsieg und 1984 noch einmal den Pokalwettbewerb. 1985 zog es ihn in die österreichische Bundesliga, wo er mit dem Klagenfurter AC 1986, 1987 und 1988 Österreichischer Meister wurde. In dieser Zeit wurde er auch in einigen Spielen vom EV Zug in def Schweiz eingesetzt. Ab 1989 spielte er wieder in Utrecht und wurde mit den Dragons, die vorübergehend auch Langhout Utrecht und Probadge Utrecht nannten, 1991 und 1992 erneut Niederländischer Meister. 1991 war er Topscorer der Ehrendivision. 1992 wurde er zudem mit dem Frans-Henrichs-Bokaal als wertvollster niederländischer Spieler ausgezeichnet. 1996 beendete er vorerst seine Karriere, kehrte aber in der Spielzeit 2004/05 nochmal für fünf Spiele in der zweitklassigen Eerste divisie auf das Eis zurück.

### International
Sein Debüt in der niederländischen Nationalmannschaft gab Collard bei der B-Weltmeisterschaft 1977. Das nächste Mal spielte er bei der A-Weltmeisterschaft 1981, als die Niederländer zum bislang letzten Mal auf dem höchsten Level bei Weltmeisterschaften spielten. Anschließend spielte er bei den B-Weltmeisterschaften 1982, 1985, 1987, 1990 und 1992 sowie den C-Weltmeisterschaften 1983 und 1989. Dabei wurde er 1985 und 1992 in das All-Star-Team der B-WM und 1992 als Topscorer und Torschützenkönig auch zum besten Stürmer des Turniers gewählt. Zudem vertrat er seine Farben bei der Olympiaqualifikation für die Winterspiele in Sarajewo 1984.

## Erfolge und Auszeichnungen
- 1981 Niederländischer Meister und Pokalsieger mit den Heerenveen Flyers
- 1982 Niederländischer Meister und Pokalsieger mit den Heerenveen Flyers
- 1983 Niederländischer Meister und Pokalsieger mit den Heerenveen Flyers
- 1984 Niederländischer Pokalsieger mit den Heerenveen Flyers
- 1986 Österreichischer Meister mit dem Klagenfurter AC
- 1987 Österreichischer Meister mit dem Klagenfurter AC
- 1988 Österreichischer Meister mit dem Klagenfurter AC
- 1991 Niederländischer Meister mit den IJCU Dragons Utrecht
- 1991 Topscorer der Ehrendivision
- 1992 Niederländischer Meister mit den IJCU Dragons Utrecht
- 1992 Frans-Henrichs-Bookal als wertvollster niederländischer Spieler

### International
- 1983 Aufstieg in die B-Gruppe bei der C-Weltmeisterschaft
- 1985 All-Star-Team bei der B-Weltmeisterschaft
- 1989 Aufstieg in die B-Gruppe bei der C-Weltmeisterschaft
- 1992 Topscorer, Torschützenkönig, bester Stürmer und All-Star-Team bei der B-Weltmeisterschaft